# ریتسل
ریتسل (به آلمانی: Rietzel) یک منطقهٔ مسکونی در آلمان است که در موکرن واقع شده‌است. ریتسل ۱۵۱ نفر جمعیت دارد.